# Scinax ruber
Scinax ruber là một loài ếch trong họ Nhái bén.
Nó được tìm thấy ở Bolivia, Brasil, Colombia, Ecuador, Guyane thuộc Pháp, Guyana, Martinique, Panama, Peru, Puerto Rico, Saint Lucia, Suriname, Trinidad và Tobago, Venezuela, và có thể Paraguay.
Các môi trường sống tự nhiên của chúng là các khu rừng khô nhiệt đới hoặc cận nhiệt đới, rừng ẩm đất thấp nhiệt đới hoặc cận nhiệt đới, các khu rừng vùng núi ẩm nhiệt đới hoặc cận nhiệt đới, xavan khô, xavan ẩm, đầm nước, đầm nước ngọt, đầm nước ngọt có nước theo mùa, vùng đồng cỏ, các đồn điền, vườn nông thôn, các vùng đô thị, các khu rừng trước đây bị suy thoái nặng nề, ao, và kênh đào và mương rãnh.

## Hình ảnh

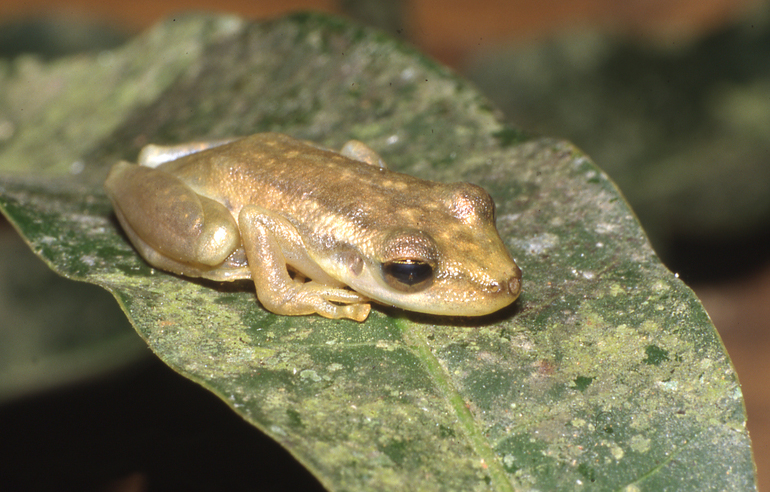
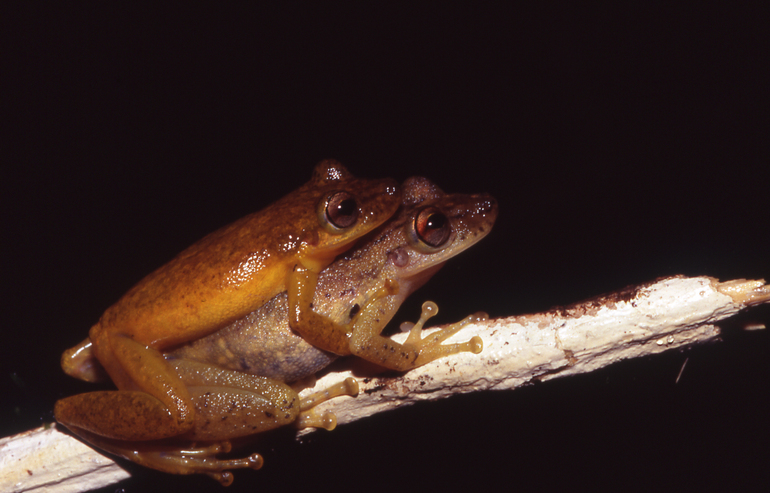
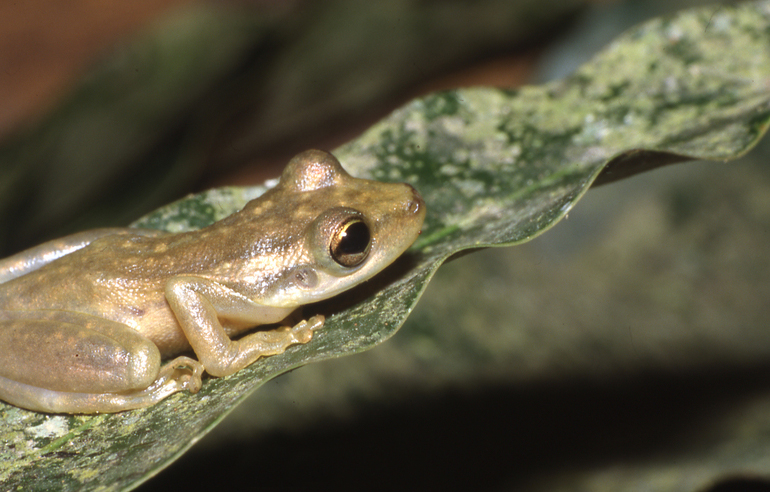